# Maseru
Maseru (også kaldet Masero) er hovedstaden i Lesotho. Byen, som er den eneste væsentlige by i landet, har 343.541(2016) indbyggere. Foruden at være landets hovedstad er den det også for Maseru-distriktet, (landet er delt op i 10 distrikter).
Byen var også hovedstad i det britiske protektorat Basutoland fra 1869 til 1871 og fra 1884 til 1966, hvor Lesotho blev en selvstændig stat.
Byens navn er et sesotho ord, der betyder "røde sandsten".